# Solkors

Hjulkors

Solkors, även kallat ringkors, hjulkors eller solhjul, är en symbol som består av ett grekiskt kors omgivet av en cirkel.

## Historik
Redan på bronsåldern förekom den på skandinaviska hällristningar som en symbol för solen. Solen liknades vid ett hjul, eller en solvagn, som drogs över himlavalvet.
Under järnåldern och antiken förekommer hjulet som ett solmotiv i keltisk mytologi, och antas höra ihop med Taranis, t.ex. på Gundestrupskitteln och vid solgudens altare i Lypiatt i Gloucestershire.
Symbolen förekommer dock i många kulturer världen över och dess betydelse kan skifta i olika sammanhang. Men den har en tendens att ofta användas som en astronomisk symbol för solen eller zodiaken. 
Symbolen har använts av olika nazistiska rörelser. Bland annat av norska Nasjonal samling, svenska Nordiska rikspartiet och Sverigepartiet, samt polska National-radikala lägret och ryska Rörelsen mot illegal invandring.

## Bildgalleri

Norska nazipartiet Nasjonal Samling använde solkorset i gult och rött som partisymbol 1933-1945.
Solkors på Nordiska rikspartiets flagga
Lutat solkors på Rörelsen mot illegal invandrings flagga.